# Mosaico montano de selva y pradera de Angola
El mosaico montano de selva y pradera de Angola es una ecorregión de la ecozona afrotropical, definida por WWF, que está situada en el centro-oeste de Angola.

## Descripción
Es una ecorregión de pradera de montaña que ocupa 25.500 kilómetros cuadrados en varios enclaves montañosos del centro-oeste de Angola. Se trata de una región muy poco estudiada.
Se encuentra rodeada por la sabana arbolada de miombo de Angola, excepto el sur, que limita también con la sabana del Gran Escarpe de Angola y la sabana arbolada de mopane de Angola.

## Flora
La flora de la ecorregión se compone de pequeñas extensiones de selva montana rodeadas de praderas y sabanas de proteas.

## Estado de conservación
En peligro crítico.

## Protección
No existen áreas protegidas en esta ecorregión.